# سیارک ۱۱۷۴۳
سیارک ۱۱۷۴۳ (به انگلیسی: 11743 Jachowski، نامگذاری:1999JP130) یازده هزار و هفتصد و چهل و سومین سیارک کشف شده‌است که در ۱۳ مه ۱۹۹۹ کشف شد.
قدر مطلق سیارک برابر ۱۴٫۸ است.